# Sophie Edwards
Pour les articles homonymes, voir Edwards.
Sophie Edwards née le 25 février 2000 à North Adelaide, est une coureuse cycliste australienne. Elle court sur route et sur piste.

## Palmarès sur piste

### Jeux olympiques
- Paris 2024
  - 7e de la poursuite par équipes

### Championnats du monde juniors
| Édition / Épreuve    | Poursuite individuelle |
| Aigle 2018 (juniors) | Bronze                 |

### Coupe des nations
- 2022
  - 2e de la poursuite par équipes à Milton
- 2024
  - 3e de la poursuite par équipes à Adélaïde
- 2025
  - 3e de la poursuite par équipes à Konya

### Jeux du Commonwealth
| Édition / Épreuve | Poursuite individuelle | Poursuite par équipes |
| Birmingham 2022   | Argent                 | Or                    |

### Championnats d'Océanie
| Édition / Épreuve | Poursuite individuelle | Poursuite par équipes | Américaine | Omnium |
| Invercargill 2019 |                        | Argent                |            |        |
| Brisbane 2022     | Argent                 | Argent                | Argent     | Bronze |
| Brisbane 2023     |                        | Or                    |            | Bronze |
| Brisbane 2025     |                        |                       | Bronze     |        |

### Championnats d'Australie
- 2021
  -  Championne d'Australie de poursuite par équipes
  -  Championne d'Australie d'omnium
- 2023
  -  Championne d'Australie de poursuite
- 2024
  -  Championne d'Australie de poursuite par équipes

## Palmarès sur route

### Par années
- 2017
  - 3e du championnat d'Australie du contre-la-montre juniors
- 2018
  - 3e du championnat d'Australie sur route juniors 
  - 3e du championnat d'Australie du contre-la-montre juniors
- 2023
  -  Championne d'Océanie sur route
  - Melbourne to Warrnambool Classic

### Classements mondiaux
| Année                                 | 2020 | 2021 | 2022 | 2023 | 2024 |
| ------------------------------------- | ---- | ---- | ---- | ---- | ---- |
| Classement UCI                        | 473e | nc   | 836e | 121e | 352e |
| UCI World Tour                        | 146e | nc   | nc   | 188e | 232e |
|                                       |      |      |      |      |      |
| Légende : nc = non classéSource : UCI |      |      |      |      |      |